# Surinaamse parlementsverkiezingen 2020/Kandidatenlijst/HVB
Dit is de lijst van kandidaten voor de Surinaamse parlementsverkiezingen in 2020 van de HVB. De verkiezingen vonden plaats op 25 mei 2020. De landelijk politiek leider is Raymond Sapoen.
De onderstaande deelnemers kandideren op grond van het districten-evenredigheidsstelsel voor een zetel in De Nationale Assemblée. Elk district heeft een eigen lijsttrekker. Los van deze lijst vinden tegelijkertijd de verkiezingen van de ressortraden plaats. Daarvoor geldt het personenmeerderheidsstelsel. De kandidaten voor de ressortraden staan hieronder niet genoemd.

## Lijsten
Hieronder volgen de kandidatenlijsten op alfabetische volgorde per district.

### Commewijne
1. Johnny Kasdjo
2. Jutta Soekarnsingh
3. Sine Tjokroredjo
4. Soeparman Sawirjo

### Marowijne
1. Rosanna Asaisie
2. Derik Resowidjojo
3. Sebese Akrosie

### Nickerie
1. Soediana Kartosentiko
2. Naveen Tewarie
3. Michel Veira
4. Mohamad Abdul
5. Johannes Rakiman

### Para
1. Clyde Wongsoprajitno
2. Dora Baisie
3. Sonny Holwijn

### Paramaribo
1. Mike Noersalim
2. Louis Vismale
3. Vergillio Rebin
4. Alisa Grant
5. Jaïr Kross
6. Rafaël Pawirokromo
7. Carlo Burke
8. Romarlisa Bisphan
9. David Pansa
10. Aargil Marije
11. Rakeshkoemar Hardwarsing
12. Beryll Lotion
13. Aniel Madhuban
14. Renfrum Jokhoe
15. Desiré Tjong-Ahin
16. Grace Pinas
17. Hendrik Tonawi

### Saramacca
1. Shammy Gauri
2. Faranaz Soeropawiro
3. Tiffany Singowikromo

### Sipaliwini
1. Nataly Sampi
2. Marcia Jarmohamed
3. Denny Jonathan
4. Mijnard Flink

### Wanica
1. Marijette Towiredjo
2. Wikeshkoemar Tedjoe
3. Jermaine Ligeon
4. Wagimin Pawirooelomo
5. Vanity Soeroredjo
6. Romeo Samijo
7. Raymond Sapoen

Kandidaten per partij: A20 · 
ABOP · 
BEP · 
DA'91 · 
DNW · 
DOE · 
HVB · 
NDP · 
NPS · 
PALU · 
PL · 
PRO/APS · 
SDU · 
SPA · 
STREI! · 
VHP · 
VVD
Kandidaten per district: Brokopondo · 
Commewijne · 
Coronie · 
Marowijne · 
Nickerie · 
Para · 
Paramaribo · 
Saramacca · 
Sipaliwini · 
Wanica